# HIPAA
HIPAA або Health Insurance Portability and Accountability Act — є актом про мобільність та підзвітність медичного страхування, що прийнятий 21 серпня 1996. Був ухвалений Конгресом США і підписаний президентом Біллом Клінтоном насамперед, щоб модернізувати потік медичної інформації, передбачити, як особиста інформація, що зберігається в медичних установах та медичних страхових галузях, повинна бути захищена від шахрайства та крадіжок, а також звертатися до обмежень на медичне страхування. Він був відомий як Акт Кеннеді — Кассебаум або Акт Кассебаум — Кеннеді, стосовно прізвищ двох його провідних лобістів.
Акт складається з п'яти розділів. Розділ I HIPAA захищає медичне страхування для працівників та їхніх сімей, коли вони переводяться, звільняються або втрачають роботу. Розділ II HIPAA, відомий як положення про адміністративне спрощення, вимагає створення національних стандартів для електронних транзакцій охорони здоров'я та національних ідентифікаторів для постачальників, планів медичного страхування та роботодавців. Розділ III HIPAA встановлює керівні принципи для обліку витрат на медичні витрати до оподаткування, розділ IV HIPAA встановлює керівні принципи для планів медичного страхування групи, а розділ V HIPAA регулює страхові поліси, що належать компанії.